# Lậu mủ
Bệnh lậu mủ (hay lậu) là một trong những bệnh lây truyền qua đường tình dục hàng đầu trên thế giới, do vi khuẩn Gram âm Neisseria gonorrhoeae gây ra.
Bệnh lậu có thể lan truyền từ người này qua người khác thông qua đường miệng, bộ phận sinh dục hoặc hậu môn. Nam giới có 20% khả năng mắc bệnh trong 1 lần giao hợp với nữ giới mắc bệnh. Phụ nữ có khoảng 60–80% khả năng mắc bệnh trong 1 lần giao hợp với nam giới mắc bệnh. Tỉ lệ lây bệnh cao hơn đối với quan hệ tình dục đồng giới nam. Người mẹ mắc bệnh trong khi mang thai có thể lây truyền qua con. Bệnh không lây truyền nếu chỉ đơn thuần sử dụng chung phòng tắm hoặc phòng vệ sinh mà không tiếp xúc với bệnh phẩm.

## Triệu chứng

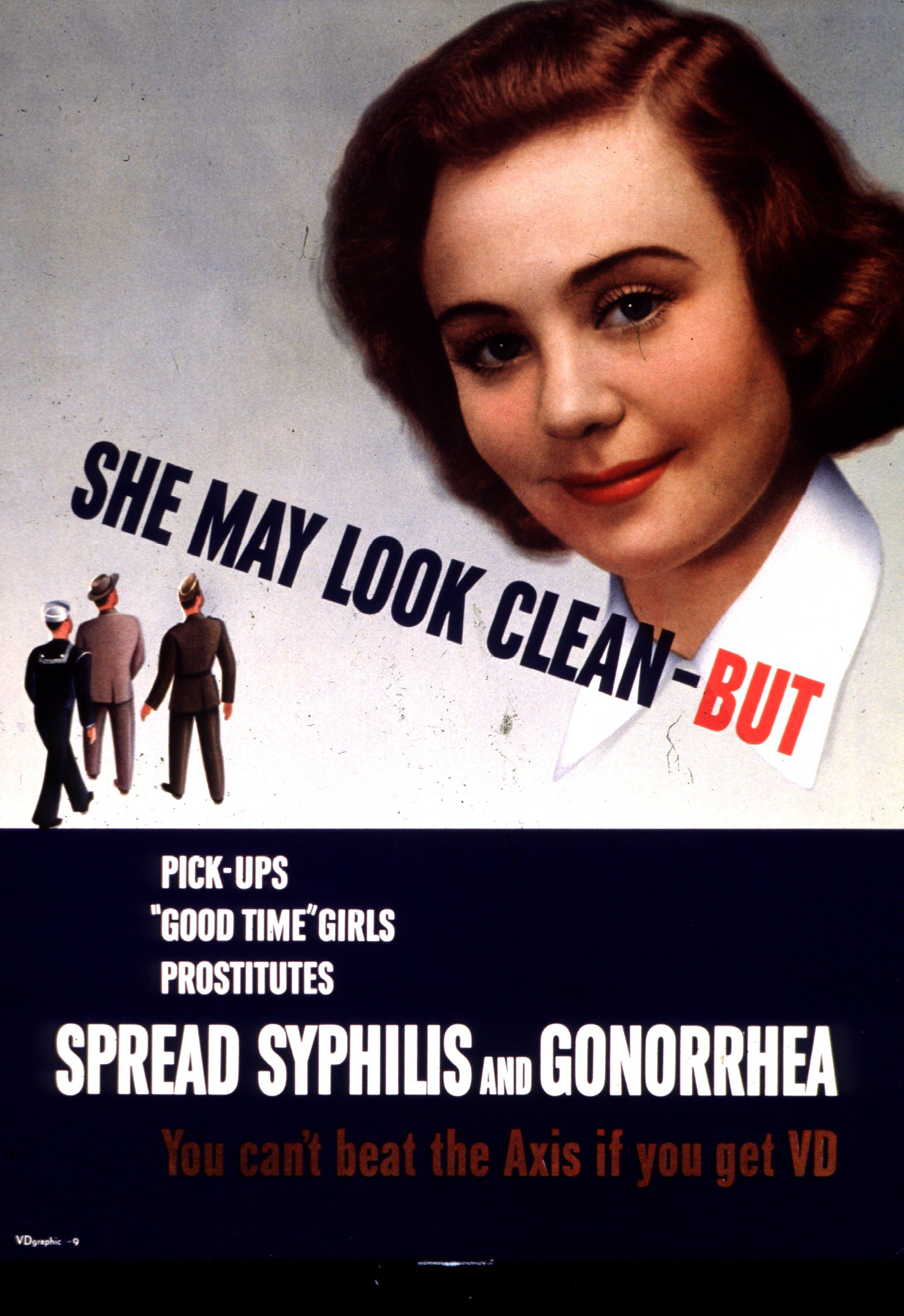
Áp phích tuyên truyền của chính phủ Mỹ về bệnh lậu và các bệnh lây truyền qua đường tình dục khác

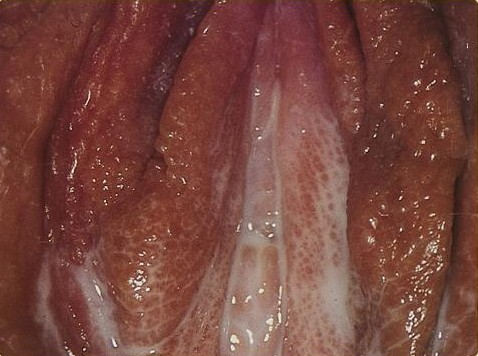
Dịch trắng ở âm hộ của bệnh nhân lậu

Viêm niệu đạo do lậu có thời gian ủ bệnh từ 3 đến 5 ngày. Đa số nam giới bị bệnh lậu mủ thường có triệu chứng ra mủ nhiều, màu vàng hoặc vàng xanh, tại niệu đạo, kèm theo đái buốt, đái dắt. Nếu không điều trị kịp thời sẽ dẫn đến lậu mạn tính với các biến chứng thường gặp như viêm mào tinh hoàn, viêm tuyến tiền liệt, có thể dẫn tới trạng vô sinh.
Biểu hiện bệnh cấp tính ở nữ có những triệu chứng như đái buốt, mủ chảy ra từ trong niệu đạo, cổ tử cung, màu nâu, vàng hoặc xanh, số lượng nhiều, có mùi hôi. Nhưng vì 50-80% trường hợp bệnh lậu ở nữ không có triệu chứng hoặc triệu chứng không rõ ràng, bệnh nhân nữ hay lậu mạn tính viêm vùng chậu, bị các biến chứng như viêm ống dẫn trứng đến vô sinh và mang thai ngoài tử cung. Phụ nữ đang có thai bị lậu không được điều trị có thể bị sẩy thai và gây lậu mắt trẻ sơ sinh.

## Chẩn đoán
Khởi bệnh cấp tính, rầm rộ, đái buốt dữ dội kèm theo có nhiều mủ do đó người bệnh thường đi khám ngay. Thời gian ủ bệnh ngắn (khoảng 2-6 ngày). Dịch niệu đạo số lượng nhiều, nhiều mủ vàng đặc hoặc vàng xanh.
Phương pháp xét nghiệm: nhuộm Gram thấy song cầu khuẩn Gram âm nằm trong tế bao bạch cầu đa nhân, lậu mạn tính vi khuẩn nằm cả trong và ngoài tế bào bạch cầu đa nhân.

## Điều trị
Phương pháp điều trị thông thường hiện nay là sử dụng thuốc ceftriaxone (Rocephin) do tình trạng vi khuẩn kháng thuốc xảy ra với các loại thuốc khác. Ceftriaxone sử dụng kết hợp với azithromycin hoặc doxycycline. Một số loại khuẩn lậu đã bắt đầu có biểu hiện kháng lại phương pháp điều trị này, khiến cho việc chữa bệnh lậu càng ngày càng khó khăn hơn.
Điều trị lậu không biến chứng
- Ceftriaxone (rocephin) 250 mg tiêm bắp liều duy nhất.
- Spectinomycin (trobicin) 2g liều duy nhất.
- Cefotaxime 1g tiêm bắp liều duy nhất.
Phối hợp với một trong các loại thuốc sau để điều trị đồng thời nhiễm Chlamydia trachomatis, rất thường gặp cùng với bệnh lậu.
- Doxycyclin 100 mg uống 2viên/ ngày x 7 ngày
- Tetraxyclin 500 mg uống 4 viên/ ngày x 7 ngày
- Erythromycin 500 mg, uống 4 viên/ ngày x 7 ngày
- Azithromycin (zithromax) 500 mg, uống 2 viên liều duy nhất
(Không dùng doxycyclin và tetracyclin cho phụ nữ có thai và cho con bú, và trẻ dưới 7 tuổi)

## Dịch tễ học
| no data <13 13-26 26-39 39-52 52-65 65-78 | 78-91 91-104 104-117 117-130 130-143 >143 |

Số năm sống mất đi (điều chỉnh theo mức độ tàn tật) do bệnh lậu gây ra trên 100,000 người (theo WHO-2004).
no data
<13
13-26
26-39
39-52
52-65
65-78
78-91
91-104
104-117
117-130
130-143
>143

Tổ chức Y tế thế giới WHO ước lượng có khoảng 62 triệu ca mắc bệnh lậu mỗi năm trên toàn thế giới Tại thời điểm năm 2010, mỗi năm có khoảng 900 ca tử vong bệnh lậu gây ra (khoảng 1,100 vào năm 1990).
Năm 2005 ở Anh có khoảng 196 trên 100,000 nam giới trong độ tuổi 20-24 và 133 trong 100,000 nữ giới từ 16-19 tuổi được chẩn đoán mắc bệnh.
Năm 2013, ở Mĩ ước chừng có khoảng hơn 820,000 ca mắc bệnh mới mỗi năm, trong đó chỉ có chưa đến một nửa trong số ca mắc bệnh được báo cáo. Năm 2011 thống kê được 321,849 ca.
Nhờ áp dụng chương trình kiểm soát lậu quốc gia từ giữa thập kỉ 70 tại Hoa Kỳ, tỉ lệ mắc bệnh xuống rõ từ 1975 đến 1997 sau đó tăng nhẹ vào năm 1998 và lại giảm xuống từ năm 1999. Vào năm 2004, tỉ lệ mắc bệnh là 113.5 trên 100,000 người.
Tại Hoa Kỳ, lậu xếp hạng 2 trong số các bệnh lây truyền qua đường tình dục. trong số bệnh nhân, người Mĩ gốc Phi chiếm đến 69% tổng số ca vào năm 2010."

## Tác hại của bệnh lậu với nam giới
- Bệnh làm suy giảm ham muốn tình dục, gây khó chịu khi quan hệ tình dục.
- Ảnh hưởng đến sinh hoạt hàng ngày, đặc biệt là chức năng bài tiết của cơ thể.
- Có thể biến chứng gây ra rất nhiều bệnh nam khoa như viêm tinh hoàn, viêm niệu đạo, viêm tuyến tiền liệt, viêm mào tinh hoàn, viêm bàng quang…Đây là những căn bệnh rất nguy hiểm, nếu không được điều trị sớm sẽ khiến nam giới suy giảm sức khỏe trầm trọng.
- Bệnh lậu có thể dẫn đến nguy cơ bị vô sinh ở nam giới. Nguyên nhân là do khuẩn lậu tấn công vào tinh hoàn, gây viêm tinh hoàn khiến việc sản xuất tinh trùng bị ảnh hưởng, giảm chất lượng và số lượng tinh trùng.

## Phòng ngừa
- Không quan hệ tình dục với người bị bệnh
- Thực hiện tình dục an toàn
- Không sử dụng chung các dụng cụ vệ sinh như chậu tắm, khăn...
- Phát hiện sớm và điều trị kịp thời